# Départements der Elfenbeinküste

Departments der Elfenbeinküste im Jahr 2021

Die 14 Distrikte und 31 Regionen der Elfenbeinküste teilen sich in 111 Départements, die wiederum in 197 Gemeinden unterteilt sind. Manche Départements bestehen aber nur aus einer Gemeinde, beide Verwaltungseinheiten sind in diesen Fällen deckungsgleich. Die beiden Autonomen Stadtdistrikte Abidjan und Yamoussoukro haben ebenfalls den Status jeweils eines Départements.

## DistriktBas-Sassandra

### RegionGbôklé
- Fresco
- Sassandra

### RegionNawa
- Buyo
- Guéyo
- Méagui
- Soubré

### RegionSan-Pédro
- San-Pédro
- Tabou

## DistriktComoé

### RegionIndénié-Djuablin
- Abengourou
- Agnibilékrou
- Bettié

### RegionSud-Comoé
- Aboisso
- Adiaké
- Grand-Bassam
- Tiapoum

## DistriktDenguélé

### RegionFolon
- Kaniasso
- Minignan

### RegionKabadougou
- Gbéléban
- Madinani
- Odienné
- Samatiguila
- Séguélon

## DistriktGôh-Djiboua

### RegionGôh
- Gagnoa
- Oumé

### RegionLôh-Djiboua
- Divo
- Guitry
- Lakota

## DistriktLacs

### RegionBélier
- Didiévi
- Djékanou
- Tiébissou
- Toumodi

### RegionIffou
- Daoukro
- M’Bahiakro
- Prikro

### RegionMoronou
- Arrah
- Bongouanou
- M’Batto

### RegionN’Zi
- Bocanda
- Dimbokro
- Kouassi-Kouassikro

## DistriktLagunes

### RegionAgnéby-Tiassa
- Agboville
- Sikensi
- Taabo
- Tiassalé

### RegionGrands Ponts
- Dabou
- Grand-Lahou
- Jacqueville

### RegionLa Mé
- Adzopé
- Akoupé
- Alépé
- Yakassé-Attobrou

## DistriktMontagnes

### RegionCavally
- Bloléquin
- Guiglo
- Taï
- Toulépleu

### RegionGuémon
- Bangolo
- Duékoué
- Facobly
- Kouibly

### RegionTonkpi
- Biankouma
- Danané
- Man
- Sipilou
- Zouan-Hounien

## DistriktSassandra-Marahoué

### RegionHaut-Sassandra
- Daloa
- Issia
- Vavoua
- Zoukougbeu

### RegionMarahoué
- Bonon
- Bouaflé
- Gohitafla
- Sinfra
- Zuénoula

## DistriktSavanes

### RegionBagoué
- Boundiali
- Kouto
- Tengréla

### RegionPoro
- Dikodougou
- Korhogo
- M’Bengué
- Sinématiali

### RegionTchologo
- Ferkessédougou
- Kong
- Ouangolodougou

## DistriktVallée du Bandama

### RegionGbêkê
- Béoumi
- Botro
- Bouaké
- Sakassou

### RegionHambol
- Dabakala
- Katiola
- Niakaramandougou

## DistriktWoroba

### RegionBafing
- Koro
- Ouaninou
- Touba

### RegionBéré
- Dianra
- Kounahori
- Mankono

### RegionWorodougou
- Kani
- Séguéla

## DistriktZanzan

### RegionBounkani
- Bouna
- Doropo
- Nassian
- Tehini

### RegionGontougo
- Bondoukou
- Koun-Fao
- Sandégué
- Tanda
- Transua

## Départements bis 2011
| Département¹                  | Hauptort       | Fläche (km²) | Bevölkerung³ | Region             |
| ----------------------------- | -------------- | ------------ | ------------ | ------------------ |
| Département d’Abengourou      | Abengourou     | 6.900        | 177.692      | Moyen-Comoé        |
| Département d’Abidjan         | Abidjan        | 14.200       | 1.389.141    | Lagunes            |
| Département d’Aboisso         | Aboisso        | 6.250        | 148.823      | Sud-Comoé          |
| Département d’Adiaké          | Adiaké         |              | ¹            | Sud-Comoé          |
| Département d’Adzopé          | Adzopé         | 5.230        | 162.837      | Agnéby             |
| Département d’Agboville       | Agboville      | 3.850        | 141.970      | Agnéby             |
| Département d’Agnibilekrou    | Agnibilekrou   | ²            | ²            | Moyen-Comoé        |
| Département d’Alépé           | Alépé          |              | ¹            | Lagunes            |
| Département de Bangolo        | Bangolo        |              | ¹            | Moyen-Cavally      |
| Département de Béoumi         | Béoumi         |              | ¹            | Vallée du Bandama  |
| Département de Blankouma      | Blankouma      | 4.950        | 75.711       | Dix-Huit Montagnes |
| Département de Bocanda        | Bocanda        |              | ¹            | N’Zi-Comoé         |
| Département de Bondoukou      | Bondoukou      | 16.530       | 296.551      | Zanzan             |
| Département de Bongouanou     | Bongouanou     | 5.570        | 216.907      | N’Zi-Comoé         |
| Département de Bouaflé        | Bouaflé        | 5.670        | 164.817      | Marahoué           |
| Département de Bouaké         | Bouaké         | 23.800       | 808.048      | Vallée du Bandama  |
| Département de Bouna          | Bouna          | 21.470       | 84.290       | Zanzan             |
| Département de Boundiali      | Boundiali      | 7.895        | 96.449       | Savanes            |
| Département de Dabakala       | Dabakala       | 9.670        | 56.230       | Vallée du Bandama  |
| Département de Dabou          | Dabou          |              | ¹            | Lagunes            |
| Département de Daloa          | Daloa          | 11.610       | 265.529      | Haut-Sassandra     |
| Département de Danané         | Danané         | 4.600        | 170.249      | Dix-Huit Montagnes |
| Département de Daoukro        | Daoukro        |              | ¹            | N’zi-Comoé         |
| Département de Dimbokro       | Dimbokro       | 8.530        | 258.116      | N’Zi-Comoé         |
| Département de Divo           | Divo           | 7.920        | 202.511      | Sud-Bandama        |
| Département de Duékoué        | Duékoué        |              | ¹            | Moyen-Cavally      |
| Département de Ferkessédougou | Ferkessédougou | 17.728       | 90.423       | Savanes            |
| Département de Gagnoa         | Gagnoa         | 4.500        | 174.018      | Fromager           |
| Département de Grand-Bassam   | Grand-Bassam   |              | ¹            | Lacs               |
| Département de Grand-Lahou    | Grand-Lahou    |              | ¹            | Lagunes            |
| Département de Guiglo         | Guiglo         | 14.150       | 137.672      | Moyen-Cavally      |
| Département d’Issia           | Issia          | 3.590        | 104.081      | Haut-Sassandra     |
| Département de Jacqueville    | Jacqueville    |              | ¹            | Lagunes            |
| Département de Katiola        | Katiola        | 9.420        | 77.875       | Vallée du Bandama  |
| Département de Korhogo        | Korhogo        | 12.500       | 276.816      | Savanes            |
| Département de Lakota         | Lakota         | 2.730        | 76.105       | Sud-Bandama        |
| Département de Man            | Man            | 7.050        | 278.659      | Dix-Huit Montagnes |
| Département de Mankono        | Mankono        | 10.660       | 82.358       | Worodougou         |
| Département de M’Bahiakro     | M’Bahiakro     |              | ¹            | N’Zi-Comoé         |
| Département d’Odienné         | Odienné        | 20.600       | 124.010      | Denguélé           |
| Département d’Oumé            | Oumé           | 2.400        | 85.486       | Fromager           |
| Département de Sakassou       | Sakassou       |              | ¹            | Zanzan             |
| Département de San-Pédro      | San-Pédro      |              | ¹            | Bas-Sassandra      |
| Département de Sassandra      | Sassandra      | 17.530       | 116.644      | Bas-Sassandra      |
| Département de Séguéla        | Séguéla        | 11.240       | 75.181       | Worodougou         |
| Département de Sinfra         | Sinfra         |              | ¹            | Marahoué           |
| Département de Soubré         | Soubré         | 8.270        | 75.350       | Bas-Sassandra      |
| Département de Tabou          | Tabou          |              | ¹            | Bas-Sassandra      |
| Département de Tanda          | Tanda          |              | ¹            | Vallée du Bandama  |
| Département de Tiassalé       | Tiassalé       |              | ¹            | Lagunes            |
| Département de Tiébissou      | Tiébissou      |              | ¹            | Lacs               |
| Département de Tengréla       | Tengréla       | 2.200        | 35.829       | Savanes            |
| Département de Touba          | Touba          | 8.720        | 77.786       | Bafing             |
| Département de Toulépleu      | Toulépleu      |              | ¹            | Moyen-Cavally      |
| Département de Toumodi        | Toumodi        |              | ¹            | Lacs               |
| Département de Vavoua         | Vavoua         |              | ¹            | Haut-Sassandra     |
| Département de Yamoussoukro   | Yamoussoukro   |              | ¹            | Lacs               |
| Département de Zuénoula       | Zuénoula       | 2.830        | 98.792       | Marahoué           |
|                               | gesamt         | 320.763      | 6.702.956    |                    |

- ¹ Gemäß Gesetz vom Oktober 1985 wurden die folgenden 15 Départements zusätzlich geschaffen: Bangolo, Béoumi, Daoukro, Duékooué, Grand-Lahou, M’Bahiakro, Sakasso, San-Pédro, Sinfra, Tabou, Tanda, Tiassalé, Toumodi, Vavoua und Yamoussoukro.
- ² Gemäß Gesetz vom Oktober 1989 wurde ein weiteres Département geschaffen: Agnibilékron.
- ³ Resultate nach dem ersten Zwischenbericht der Volkszählung 1975.